# 拉多米尔·科瓦切维奇
拉多米尔·科瓦切维奇（1954年3月20日—），塞尔维亚男子柔道运动员。他曾代表南斯拉夫参加1976年、1980年和1984年夏季奥林匹克运动会柔道比赛，其中1980年奥运会获得一枚铜牌。